# Гусейнов, Садыг Даяндур оглы
Садыг Даяндур оглы Гусейнов (азерб. Sadıq Dayandur oğlu Hüseynov; 29 июля 1969, Ходжавенд, Агджабединский район — 13 апреля 1992, Шуша, Нагорно-Карабахская автономная область) — азербайджанский полицейский, участковый инспектор Шушинского отделения полиции, участник Первой карабахской войны, Национальный Герой Азербайджана (1992, посмертно).

## Награды
Указом президента Азербайджанской Республики Абульфаза Эльчибея № 264 от 8 октября 1992 года Садыгу Даяндур оглы Гусейнову за личное мужество и отвагу, проявленные во время защиты территориальной целостности Азербайджанской Республики и обеспечения безопасности мирного населения, было присвоено звание Национального Героя Азербайджана (посмертно).

## Память
Средняя школа села Ходжавенд Агджабединского района, где родился Гусейнов, носит имя героя.